# Wittekerke
Wittekerke was een Vlaamse soapserie die van 1993 tot 2008 te zien was op VTM.
Het verhaal speelt zich af in de gelijknamige fictieve kuststad. Oorspronkelijk was de reeks gebaseerd op het Australische E Street, maar het aantal afleveringen werd ver overschreden, waardoor Wittekerke een volledig eigen, onafhankelijke koers ging varen. 
In maart 2007 werd door VTM besloten om de serie stop te zetten, omdat ze te veel aan succes verloren had bij de commerciële doelgroep van de zender. De laatste opnames vonden plaats op 20 september 2007. Doordat men fel voorop zat in de productie, was de reeks nadien nog bijna een jaar op het scherm te zien, tot 26 augustus 2008. De vijftiende en laatste jaargang van Wittekerke was overigens de enige die tijdens de zomer gewoon doorliep.
De meeste openluchtscènes werden opgenomen in Knokke-Heist (Het Zoute) en Zeebrugge (jachthaven).

## Cast
Doorheen de jaren kende Wittekerke een bijzonder groot verloop van personages. Van de oorspronkelijke gezichten waren aan het einde van de serie enkel nog Marc Coessens, Greet Rouffaer en Arnold Willems te zien. Greet Rouffaer was tussendoor wel een jaar afwezig na een ernstig ongeval op de set, terwijl Willems in de laatste seizoenen nog slechts een sporadische bijrol had. 
Voor veel jonge Vlaamse acteurs betekende Wittekerke een belangrijke opstap naar hun verdere carrière. Kürt Rogiers, Werner De Smedt en Veerle Baetens zijn daarvan de meest sprekende voorbeelden.

## Crew
Doorheen de jaren waren verscheidene regisseurs en scenaristen aan het werk bij Wittekerke. Een overzicht van de bekendste:
Regisseurs
- Christian Vervaet
- Serge Bierset
- Geoffrey Enthoven
- Hans Herbots
- Frank Van Mechelen
- Filip Van Neyghem
- Klaus Verscheure
- Kurt Vervaeren
- Lien Willaert

Scenaristen
- Jan Devos
- Stefan Broeckx
- Eddy Asselbergs
- Dimitri Dupont
- Jos Van Gorp
- Gerrie Van Rompaey

## Afleveringen
Aanvankelijk werd Wittekerke één keer per week uitgezonden, op dinsdag, maar vanaf het tweede seizoen werd dit opgedreven naar twee afleveringen per week. Deze stonden steevast geprogrammeerd op dinsdag en donderdag. In de loop van het voorlaatste seizoen ging men opnieuw over naar één aflevering per week, op donderdag. Het laatste seizoen liep wekelijks op zaterdag, met uitzondering van de laatste 16 afleveringen die wederom op dinsdag en donderdag werden uitgezonden.
Seizoenen 2 en 4 kenden een winterstop, omdat toentertijd het uitzendritme de opnamesnelheid wist in te halen. Tijdens seizoen 5 schakelde men in de wintermaanden even over op 1 aflevering per week, omdat de opnames vertraging opliepen na een zwaar setongeval met Greet Rouffaer. Seizoenen 7 en 10 gingen er ten slotte rond de feestdagen kortstondig tussenuit.

### Overzicht
Onderstaande tabel toont de uitgezonden afleveringen.
| Seizoen | Eerste uitzending                   | Afleveringen | Aantal |
| ------- | ----------------------------------- | ------------ | ------ |
| 1       | 31 augustus 1993 - 24 mei 1994      | 1 - 37       | 37     |
| 2       | 30 augustus 1994 - 18 oktober 1994  | 38 - 90      | 53     |
| 2       | 24 januari 1995 - 1 juni 1995       | 38 - 90      | 53     |
| 3       | 29 augustus 1995 - 30 mei 1996      | 91 - 170     | 80     |
| 4       | 3 september 1996 - 28 november 1996 | 171 - 230    | 60     |
| 4       | 4 februari 1997 - 29 mei 1997       | 171 - 230    | 60     |
| 5       | 2 september 1997 - 28 mei 1998      | 231 - 299    | 69     |
| 6       | 1 september 1998 - 27 mei 1999      | 300 - 375    | 76     |
| 7       | 7 september 1999 - 9 december 1999  | 376 - 445    | 70     |
| 7       | 4 januari 2000 - 25 mei 2000        | 376 - 445    | 70     |
| 8       | 29 augustus 2000 - 31 mei 2001      | 446 - 525    | 80     |
| 9       | 4 september 2001 - 30 mei 2002      | 526 - 603    | 78     |
| 10      | 3 september 2002 - 19 december 2002 | 604 - 686    | 83     |
| 10      | 2 januari 2003 - 26 juni 2003       | 604 - 686    | 83     |
| 11      | 2 september 2003 - 3 juni 2004      | 687 - 764    | 78     |
| 12      | 31 augustus 2004 - 30 juni 2005     | 765 - 852    | 88     |
| 13      | 30 augustus 2005 - 8 juni 2006      | 853 - 934    | 82     |
| 14      | 31 augustus 2006 - 28 juni 2007     | 935 - 1004   | 70     |
| 15      | 8 september 2007 - 26 augustus 2008 | 1005 - 1066  | 62     |

### Speciale afleveringen
Aflevering 1 - Eerste aflevering
Jos is terug in Wittekerke en daar zijn sommige inwoners van het kuststadje niet bepaald blij om. Cafébaas Marcel overweegt nu ook om ontbijt te serveren in zijn café De Schorre. Zijn zoon Chris is smoorverliefd op Patsy, die als dienster in het café werkt. Dokter Nellie en haar ex-echtgenoot Frank maken ruzie over het hoederecht van hun dochter Klaartje. Franks vriendin Dominique weet hem te overtuigen er een rechtszaak van te maken. Zij is namelijk onvruchtbaar en wil daarom dat Frank het hoederecht over Klaartje wint. Klaartje is het geruzie tussen haar ouders kotsbeu en huilt uit bij advocate Christel. Patsy betrapt haar moeder met Jos, dezelfde man die haar ooit aanrandde. Georges en Magda wachten Georges’ dochter Katrien op aan de haven; zij zou normaal terugkeren uit Engeland, maar er daagt niemand op.
Aflevering 100
In aflevering 100 draait alles rond een van de pioniers van de serie: Marcel. Hij staat op het punt om te trouwen met Naomie, maar de verschrikkelijk jaloerse tante Jos verzet zich hevig tegen de relatie van haar neef. Ze besluit hem te boycotten door hem tijdens zijn vrijgezellenavond stomdronken te voeren en op een ferry naar Engeland te zetten.
Aflevering 500
Deze aflevering is de trouwdag van Max en Elke. Hoewel het de gelukkigste dag van haar leven zou moeten zijn, vertoeft Elke niet in hogere sferen. Max weet dat zijn bruid het spijtig vindt dat haar ouders niet aanwezig zijn op het huwelijk en probeert haar te troosten. Ondertussen wordt in De Schorre alles in gereedheid gebracht voor het huwelijksfeest. Op de trappen van het gemeentehuis zakt Elke in elkaar. Ze wordt in allerijl naar het ziekenhuis gebracht. Ze heeft een cyste op haar eierstokken met als gevolg dat ze nooit zwanger zal kunnen worden. Tot grote ontsteltenis van Max moet ze onmiddellijk onder het mes.
Aflevering 887bis - Amore Special
Uit het niets krijgt Kevin bezoek van zijn grootnonkel Valère. De agent is niet van plan om tijd en energie aan de bejaarde man te verspillen, tot blijkt dat Valère er warmpjes in zit. Hij heeft namelijk veel geld verdiend als dierenhandelaar, terwijl hij altijd vrijgezel is gebleven. Nu Valère wat ouder is geworden, is hij tot het besef gekomen dat de liefde het allerbelangrijkste is in het leven. Valère wil niet dat Kevin dezelfde fout maakt als hij en daarom heeft hij besloten om de agent een villa met zwembad in Knokke cadeau te doen... op diens trouwdag. Hoewel Kevin nog altijd single is, is hij niet van plan om zich het stulpje in Knokke te laten ontglippen. Diezelfde dag nog start hij de zoektocht naar een bruid.
Aflevering 1000
In aflevering 962 ging het café De Schorre in lichterlaaie op, nadat Jokke er heimelijk brand stichtte in opdracht van Jean-Paul. Hoewel de Wittekerkenaren al snel een nieuw stamcafé vinden, denken ze de maanden nadien nog steeds met nostalgie terug aan hun oude stek. In aflevering 1000 komt de waarheid over de brandstichting eindelijk aan het licht, wanneer Julia een gesprek tussen Leen en Jean-Paul afluistert. Ze besluit naar de politie te stappen.
Aflevering 1066 - Laatste aflevering
Arne heeft het er zeer moeilijk mee dat Moesj hem gedumpt heeft en hij doorzoekt de kamer van zijn liefdesrivaal Chris. Een fotoalbum brengt diens geheim aan het licht, waardoor Arne alleen maar woester wordt en aan Jean-Paul vertelt dat de nieuwe dokter een transseksueel is. Die pakt de koe meteen bij de horens en verplicht Alex ontslag te nemen. Lotte kijkt ernaar uit om met Britt te gaan varen en ze heeft niet het flauwste vermoeden dat het haar laatste boottochtje moet worden. Bert weet het wel en hij ontsnapt uit de gevangenis om Lotte te redden. Voor haar loopt alles uiteindelijk goed af. In het laatste beeld uit de serie krijgen we pionier Georges te zien die voldaan eindigt met de zin: 'We gaan iets drinken, hé'.

## Dvd's
- In 2007 verschenen er enkele dvd-boxen met hoogtepunten uit de soap:
  - Box 1: Compilatie van seizoen 1 en 2 op 4 dvd's
  - Box 2: Compilatie van seizoen 3, 4, 5 en 6 op 4 dvd's
  - Box 3: Compilatie van seizoen 7, 8, 9 en 10 op 4 dvd's
  - Box 4: Compilatie van seizoen 11, 12, 13 en 14 op 4 dvd's

- Sinds april 2013 verschijnen volledige afleveringen op dvd onder de titel Vlaamse Klassiekers. Dit is een uitgebreidere compilatie dan vroeger:
  - Seizoen 1, deel 1: afleveringen 1 tot en met 8 op 2 dvd's
  - Seizoen 1, deel 2: afleveringen 9 tot en met 16 op 2 dvd's
  - Seizoen 1, deel 3: afleveringen 17 tot en met 24 op 2 dvd's
  - Seizoen 1, deel 4: afleveringen 25 tot en met 32 op 2 dvd's
  - Seizoen 1 & 2, deel 5: afleveringen 33 tot en met 40 op 2 dvd's
  - Seizoen 2, deel 6: afleveringen 41 tot en met 48 op 2 dvd's
  - Seizoen 2, deel 7: afleveringen 49 tot en met 56 op 2 dvd's
  - Seizoen 2, deel 8: afleveringen 57 tot en met 64 op 2 dvd's
  - Seizoen 2, deel 9: afleveringen 65 tot en met 72 op 2 dvd's
  - Seizoen 2, deel 10: afleveringen 73 tot en met 80 op 2 dvd's
  - Seizoen 2, deel 11: afleveringen 81 tot en met 88 op 2 dvd's
  - Seizoen 2 & 3, deel 12: afleveringen 89 tot en met 96 op 2 dvd's
  - Seizoen 3, deel 13: afleveringen 97 tot en met 104 op 2 dvd's
  - seizoen 3, deel 14: afleveringen 105 tot en met 112 op 2 dvd.s
  - seizoen 3, deel 15: afleveringen 113 tot en met 120 op 2 dvd.s
  - seizoen 3, deel 16: afleveringen 121 tot en met 128 op 2 dvd.s
  - seizoen 3, deel 17: afleveringen 129 tot en met 136 op 2 dvd.s
  - seizoen 3, deel 18: afleveringen 137 tot en met 144 op 2 dvd.s
  - seizoen 3, deel 19: afleveringen 145 tot en met 152 op 2 dvd's
  - seizoen 3, deel 20: afleveringen 153 tot en met 160 op 2 dvd's
  - seizoen 3, deel 21: afleveringen 161 tot en met 168 op 2 dvd's
  - seizoen 3 & 4, deel 22: afleveringen 169 tot en met 176 op 2 dvd's
  - seizoen 4, deel 23: afleveringen 177 tot en met 184 op 2 dvd's
  - seizoen 4, deel 24: afleveringen 185 tot en met 192 op 2 dvd's
  - seizoen 4, deel 25: afleveringen 193 tot en met 200 op 2 dvd's
  - seizoen 4, deel 26: afleveringen 201 tot en met 208 op 2 dvd's
  - seizoen 4, deel 27: afleveringen 209 tot en met 216 op 2 dvd's
  - seizoen 4, deel 28: afleveringen 217 tot en met 224 op 2 dvd's
  - seizoen 4 & 5, deel 29: afleveringen 225 tot en met 232 op 2 dvd's
  - seizoen 5, deel 30: afleveringen 233 tot en met 240 op 2 dvd's
  - seizoen 5, deel 31: afleveringen 241 tot en met 248 op 2 dvd's
  - seizoen 5, deel 32: afleveringen 249 tot en met 256 op 2 dvd's
  - seizoen 5, deel 33: afleveringen 257 tot en met 264 op 2 dvd's

## Trivia
- Wittekerke is tevens de naam van een Belgisch witbier gebrouwen door Bavik.
- In Nederland is Wittekerke te zien op RNN7.
- Tussen 2 april 2013 en 16 november 2017 werd Wittekerke heruitgezonden op VTM vanaf seizoen 1. Vanaf 24 september 2018 startte Wittekerke opnieuw. De derde heruitzendingen beginnen vanaf 26 december 2022.
- Sinds 2020 worden afleveringen 505 tot en met 686 niet meer uitgezonden of online aangeboden door VTM. De zender nam deze beslissing na een strafrechtelijke veroordeling van acteur Guy Van Sande, die in deze reeks afleveringen een terugkerende rol had.
- Sinds 2024 worden afleveringen 687 tot en met 1066 niet meer uitgezonden of online aangeboden door VTM. De zender nam deze beslissing na een strafrechtelijke veroordeling van acteur Nicolas Caeyers, die in deze reeks afleveringen een terugkerende rol had.
- Wittekerke wordt meermaals vernoemd en getoond in de VTM-televisieserie De infiltrant.